# Nesle-le-Repons
Nesle-le-Repons är en kommun i departementet Marne i regionen Grand Est (tidigare regionen Champagne-Ardenne) i nordöstra Frankrike. Kommunen ligger i kantonen Dormans som tillhör arrondissementet Épernay. År 2022 hade Nesle-le-Repons 138 invånare.

## Befolkningsutveckling
Antalet invånare i kommunen Nesle-le-Repons
| Referens: INSEE |